# Cirkulane
Cirkulane è un comune di 2 299 abitanti della Slovenia nord-orientale, a breve distanza dal confine croato. È stato costituito nel 2006 per separazione dal territorio del comune di Gorišnica.

## Località
Il comune di Cirkulane è diviso in 12 insediamenti (naselja):
- Brezovec
- Dolane
- Gradišča
- Gruškovec
- Mali Okič
- Medribnik
- Meje
- Paradiž
- Pohorje
- Pristavaì
- Slatinaì
- Veliki Vrhì